# Reliquaire de la Sainte Couronne de 1862
Le reliquaire de la Sainte Couronne de 1862 est un reliquaire destiné à contenir et présenter à l'adoration des fidèles la Sainte Couronne, une des reliques de la Sainte-Chapelle. Elle fait partie du Trésor de la cathédrale Notre-Dame de Paris.

## Historique
C’est vers la fin des travaux de restauration des sacristies et du Trésor de Notre-Dame, à la fin des années 1850, que s’impose la réalisation d’un nouveau reliquaire pour la Sainte Couronne d’épines.
Celle-ci était jusque-là conservée dans le reliquaire et la châsse de 1806 réalisés par l’orfèvre Jean-Charles Cahier (1772-vers 1849).
Il est réalisé d’après des dessins d'Eugène Viollet-le-Duc par l’orfèvre Placide Poussielgue-Rusand. Ont collaboré Adolphe-Victor Geoffroy-Dechaume pour la sculpture des figures, Villemot pour celle des ornements, Bastié, chef d’atelier de Poussielgue, pour les travaux d’orfèvrerie. Il est classé à titre objet des monuments historiques en 1962.
Elle a été sauvée de l'incendie de Notre-Dame de Paris le 15 avril 2019[réf. nécessaire].

## Description
Le reliquaire est en bronze doré, en argent doré avec des diamants et des pierres précieuses. Il est richement décoré. Sa hauteur est de 88 cm et son diamètre de 49 cm.
Il est de style néo-gothique car Viollet-le-Duc s’est inspiré du style du reliquaire médiéval tel qu’on pouvait le voir sur des miniatures représentant l’intérieur de la Sainte Chapelle. Alors que le reliquaire de 1806 était de style néo-classique.

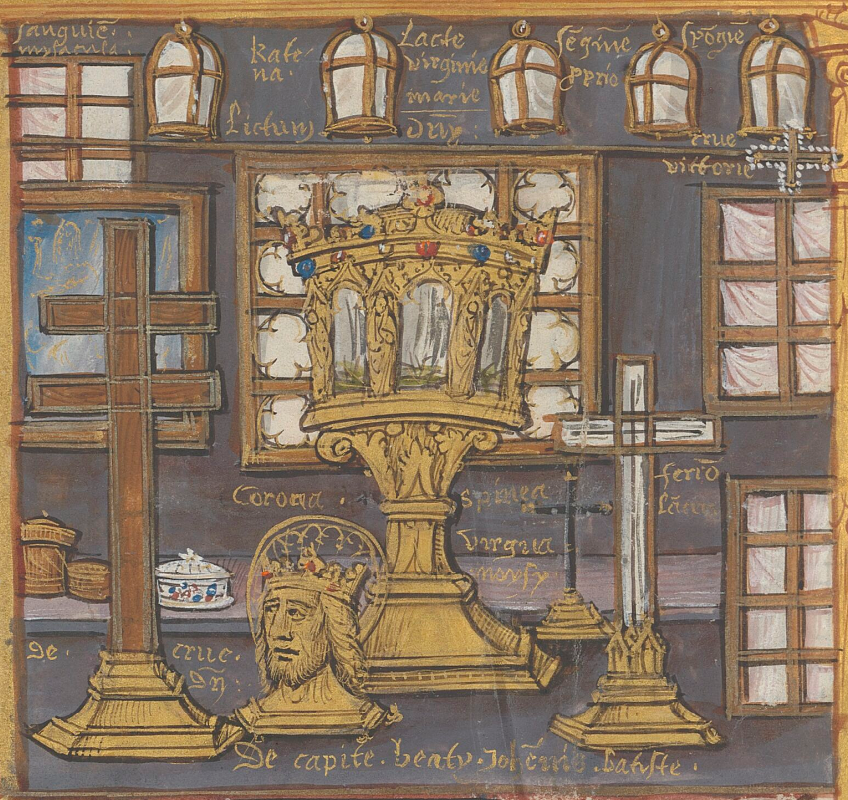
Le reliquaire médiéval dans le Missel de la Sainte Chapelle de Louis XII
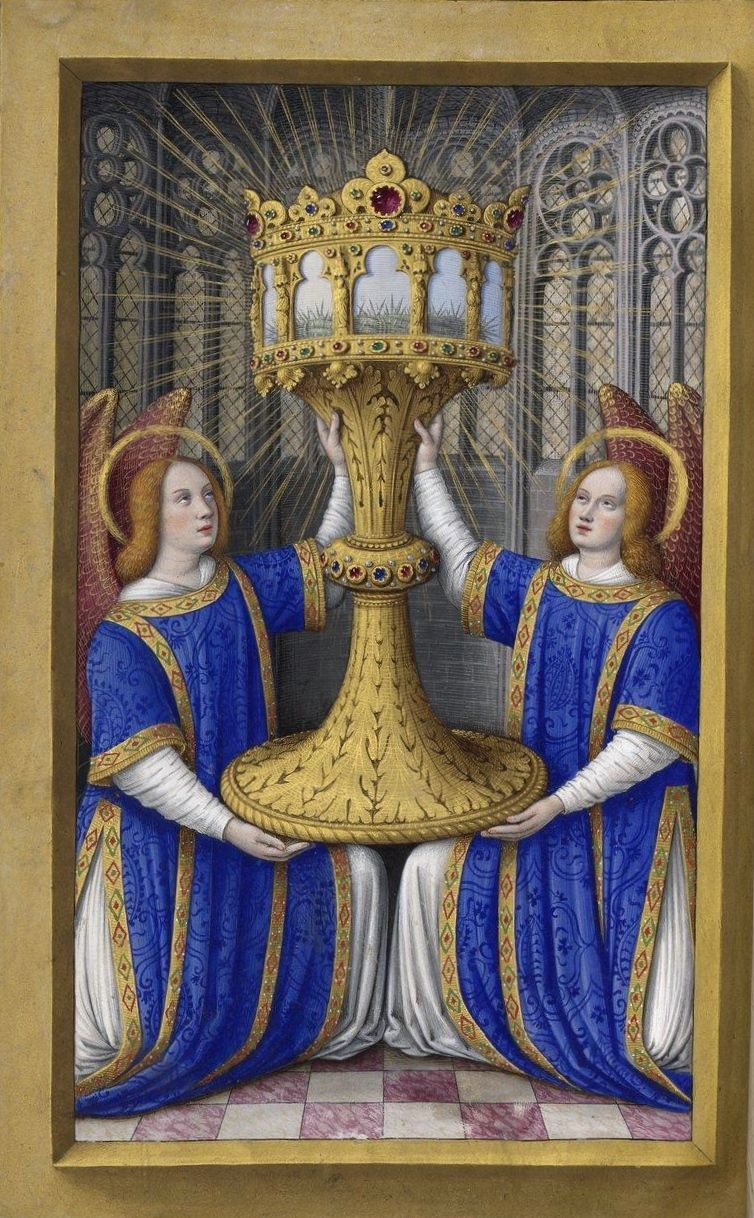
Le reliquaire médiéval dans les Grandes Heures d'Anne de Bretagne

Dans le bas du reliquaire, neuf chimères soutiennent un premier plateau, orné de rinceaux en filigranes et de pierres précieuses. Sur ce plateau, trois personnages tournés vers l'extérieur soutiennent la partie supérieure :
- Sainte Hélène qui recueillit la Couronne d'Épines en 326. Elle tient une croix.
- L'empereur latin de Constantinople Baudouin II qui vendit la Couronne en 1238. Il tient en mains le sceptre et un globe.
- le roi Saint Louis qui fit l'acquisition de la Couronne et la ramena en France en 1239. Il tient la Couronne dans ses mains.

Ces personnages trônent sur des fauteuils à accotoirs en tête de lion, dans des attitudes hiératiques, la tête légèrement tendue vers l’avant. Ils soutiennent un moyeu central qui lui-même supporte la partie supérieure.

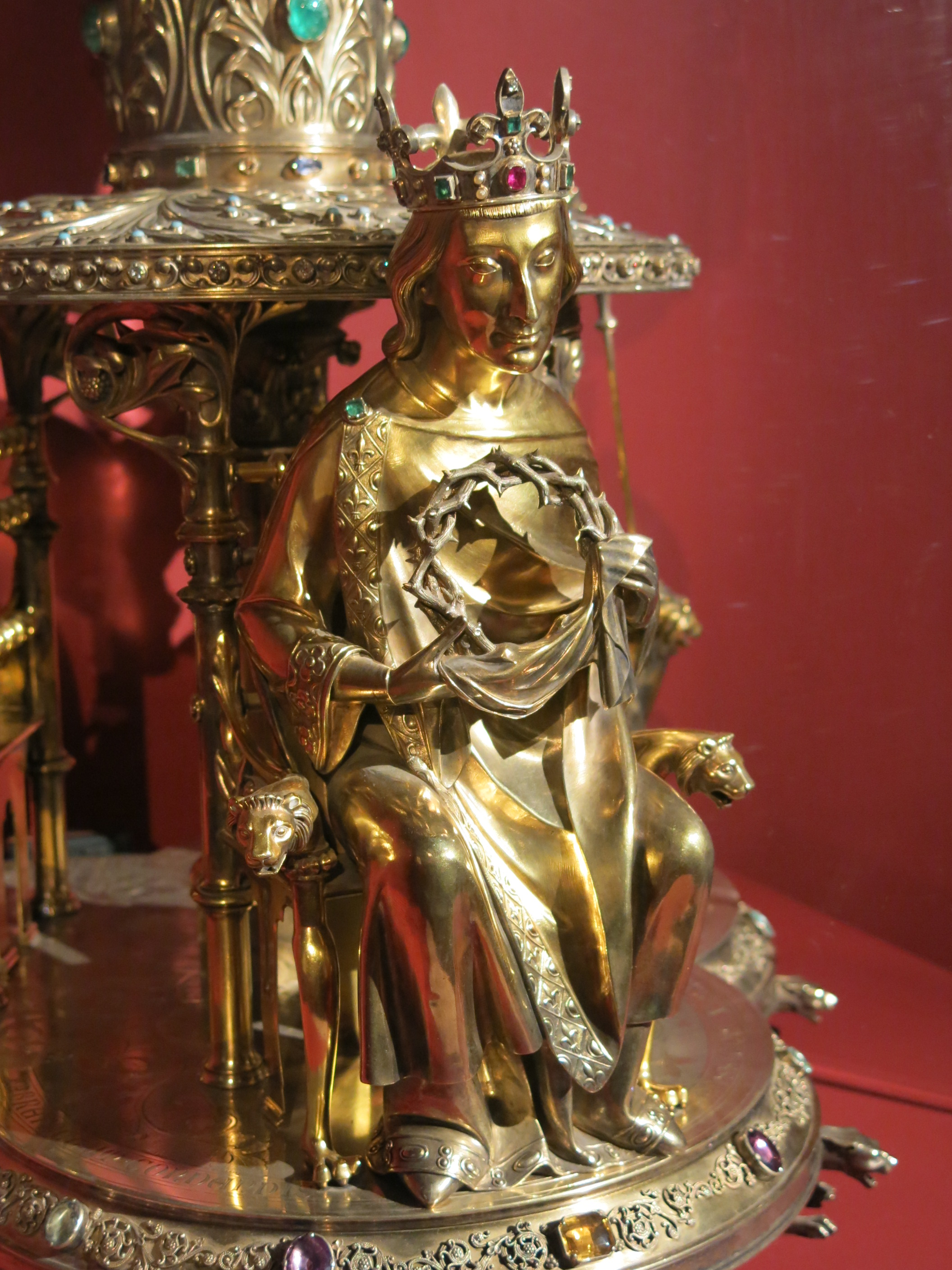
Saint-Louis tenant la Couronne d'Épines.
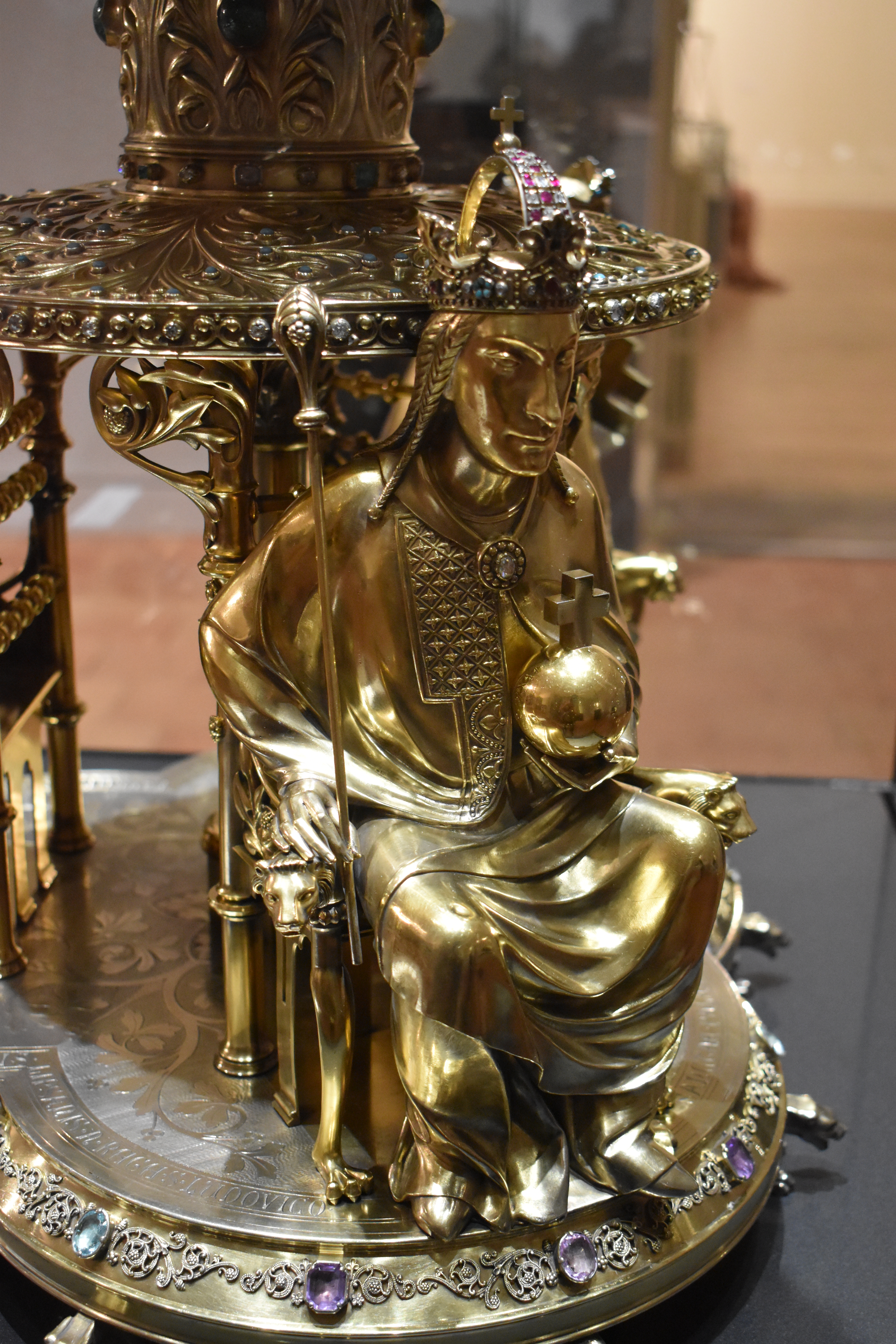
Baudouin II.
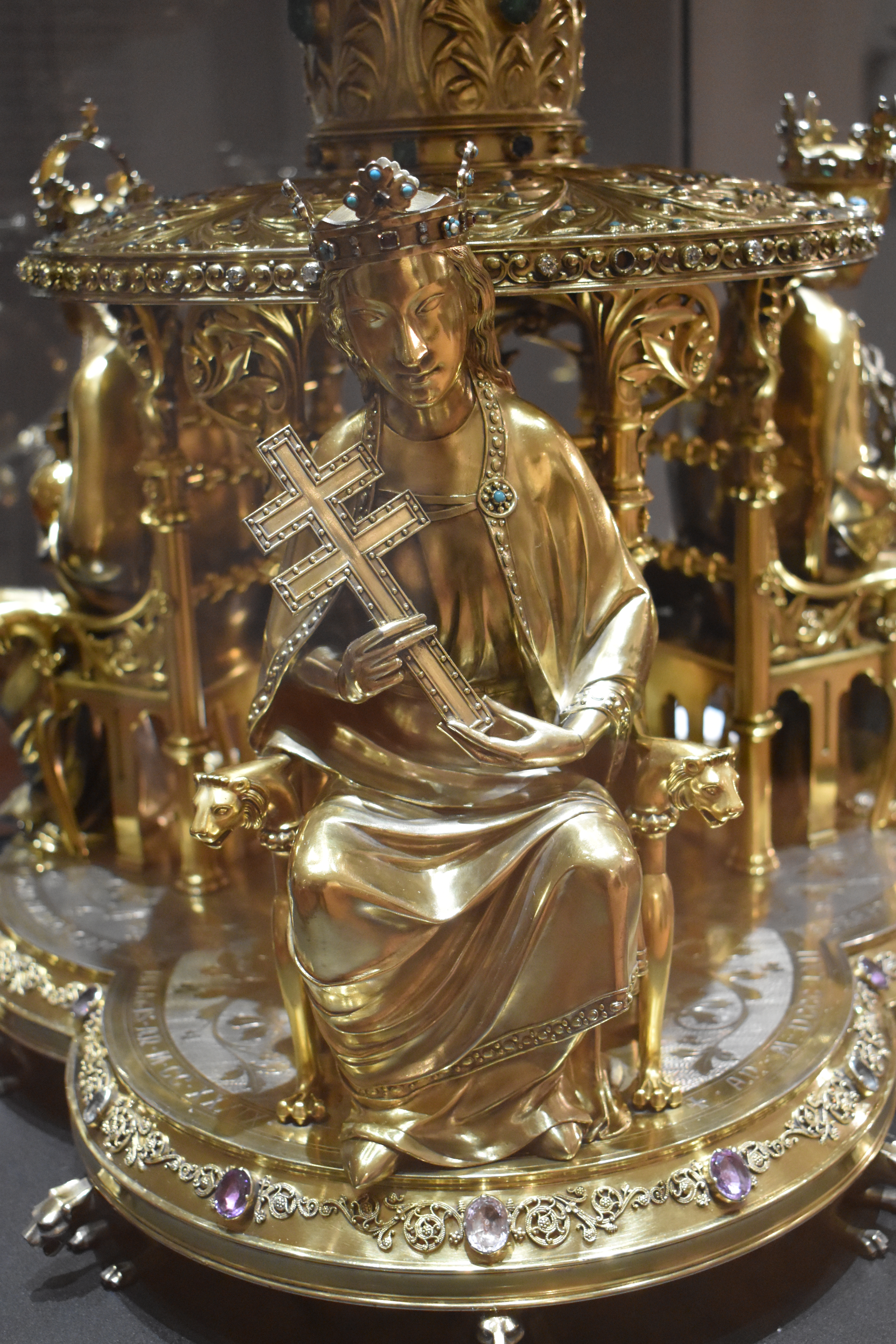
Sainte-Hélène.

Cette partie supérieure constitue la monstrance du reliquaire, c'est-à-dire la partie transparente où est conservée la relique.
Cette monstrance circulaire fait alterner des ouvertures sous arcatures trilobées et des niches abritant les Douze Apôtres sous de petits dais à tourelles.
De hautes fleurs de lys, enrichies de rinceaux et de pierres précieuses, surmontent le tout et constituent une couronne fleurdelysée. 
Sur la base de la colonne centrale, on peut lire la signature des artistes : E. VIOLLET LEDUC / INVENIT / P. POUSSIELGUE-RUSAND / FABRICAVIT / 1862.
Sur les bords du plateau, de part et d’autre des trônes est gravé : AN.M.DCCCLXII FABRE FACTUM. CONDENDIS + PASSIONIS X. SACRIS. LIPSANIS. A. REGE. S. LUDOVICO + SANCTAE. PALATI. CAPELLAE INLATIS. AN. MCCXXXIX.
Poinçons de fabricant sur la tranche du socle : PPR (Placide Poussielgue-Rusand), une croix, une ancre en sautoir et un cœur.